# Gouvernement Tusk III
Pour les articles homonymes, voir gouvernement Donald Tusk.
République de Pologne
Morawiecki III 
Le gouvernement Tusk III (en polonais : trzeci rząd Donalda Tuska) est le gouvernement de la république de Pologne à partir de décembre 2023, sous la Xe législature de la Diète et la XIe législature du Sénat.
Il est dirigé par l'ancien président du Conseil des ministres libéral Donald Tusk, dont la coalition d'opposition a remporté les élections parlementaires. Il succède au gouvernement Morawiecki III.

## Historique du mandat
Ce gouvernement est dirigé par le libéral Donald Tusk, déjà président du Conseil des ministres entre 2007 et 2014. Il est formé à la suite des élections parlementaires du 15 octobre 2023 et succède au gouvernement Morawiecki III, soutenu par la coalition Droite unie.
Le cabinet est constitué et soutenu par une coalition centriste, formée par les alliances Coalition civique (KO), Troisième voie (TD) et La Gauche (Lewica). Ensemble, ces formations disposent de 248 députés sur 460, soit 53,9 % des sièges de la Diète, et 65 sénateurs sur 100.

### Contexte
Lors des élections parlementaires de 2023, la coalition conservatrice sortante, Droite unie, arrive en tête mais perd la majorité absolue et n'est pas en mesure de la retrouver même en cas d'alliance avec la Confédération (extrême droite). Le scrutin voit donc la victoire de l'opposition, partagée entre la Coalition civique (KO), Troisième voie et La Gauche (Lewica).
Selon la Constitution polonaise, il revient au président de la République de proposer en premier un candidat à la présidence du Conseil des ministres, celui-ci devant obligatoirement obtenir ensuite la confiance de la Diète. Bien que Droit et justice (PiS), principale formation de la Droite unie, soit minoritaire, les analystes jugent probable que ce mandat présidentiel soit confié à une personnalité de ce parti, dans la mesure où le président Andrzej Duda en est issu. L'échec d'un tel candidat ouvrira cependant la voie à la Diète pour qu'elle choisisse elle-même son propre candidat, dans les rangs de l'opposition sortante.
Le chef de l'État engage les 24 et 25 octobre ses consultations avec les différents partis représentés au sein de la Diète. Bénéficiant du soutien de la KO, de TD et de Lewica, Donald Tusk indique, lors de son entretien avec Andrzej Duda, qu'il est prêt à gouverner de nouveau. De son côté, ce dernier avait déjà publiquement annoncé son intention de désigner comme mandataire présidentiel une personnalité issue du parti ayant remporté les élections parlementaires. Le 6 novembre, le président Duda fait savoir qu'il a effectivement confié la mission de former le prochain exécutif polonais au président du Conseil des ministres sortant. Se justifiant par l'existence d'une tradition voulant que le chef de l'État confie le mandat à un représentant du parti arrivé en tête, Andrzej Duda souligne qu'en cas d'échec de Mateusz Morawiecki, il nommera immédiatement la personnalité choisie par la Diète. Le journal Rzeczpospolita ou le maire de Varsovie, Rafał Trzaskowski (PO), accusent le président polonais de jouer la montre en retardant l'alternance. Le troisième gouvernement Morawiecki est ainsi surnommé le « gouvernement des Deux-Semaines », ou le « gouvernement zombie ». Le gouvernement minoritaire est formé et assermenté le 27 novembre.

### Formation

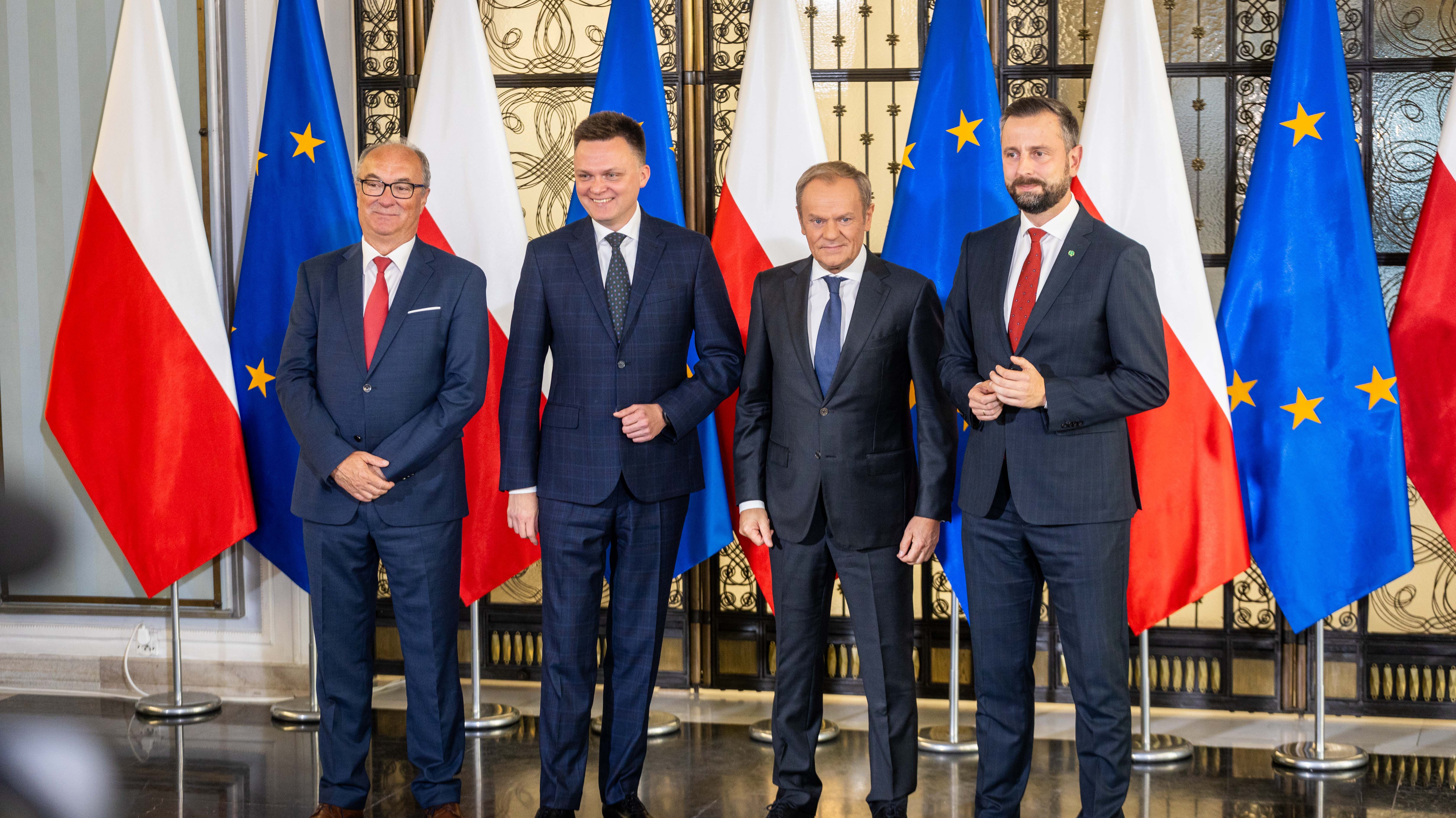
Les dirigeants de la coalition, en 2023.

Les trois forces de l'opposition signent, le 10 novembre 2023, leur accord de coalition, confirmant la mise en minorité de la Droite unie.
La composition fuite le 24 novembre dans les médias puis Tusk le 8 décembre annonce les noms des ministres des Affaires étrangères, des Affaires européennes, de l'Éducation, de la Science, de l'Agriculture, de l'Industrie, de la Justice, des Finances et celui de l'Environnement, tandis que Władysław Kosiniak-Kamysz, président du Parti paysan polonais sera vice-président du Conseil et ministre de la Défense, et le chef du groupe parlementaire La Gauche, Krzysztof Gawkowski, sera vice-président du Conseil et ministre de la Numérisation,.
Comme prévu, le gouvernement Morawiecki III n'obtient pas la confiance le 11 décembre, avec seulement 190 voix favorables contre 266 voix contre. Quelques heures plus tard, la candidature de Tusk est approuvée par la Diète avec 248 voix pour et 201 contre. Le nouvel exécutif obtient la confiance le 12 décembre avec le même nombre de voix que la veille puis est assermenté le lendemain,.

## Composition

### Initiale (13 décembre 2023)
| Poste                                                                                         | Titulaire | Titulaire                   | Parti  |
| --------------------------------------------------------------------------------------------- | --------- | --------------------------- | ------ |
| Président du Conseil des ministres                                                            |           | Donald Tusk                 | PO     |
| Vice-président du Conseil des ministres Ministre de la Défense nationale                      |           | Władysław Kosiniak-Kamysz   | PSL    |
| Vice-président du Conseil des ministres Ministre de la Numérisation                           |           | Krzysztof Gawkowski         | NL     |
| Ministre de la Justice Procureur général                                                      |           | Adam Bodnar                 | Ind.   |
| Ministre du Patrimoine de l'État                                                              |           | Borys Budka                 | PO     |
| Ministre des Affaires étrangères                                                              |           | Radosław Sikorski           | PO     |
| Ministre de l'Éducation                                                                       |           | Barbara Nowacka             | iPL    |
| Ministre de l'Intérieur et de l'Administration                                                |           | Marcin Kierwiński           | PO     |
| Ministre du Climat et de l'Environnement                                                      |           | Paulina Hennig-Kloska       | PL2050 |
| Ministre de la Culture et du Patrimoine national                                              |           | Bartłomiej Sienkiewicz      | PO     |
| Ministre des Finances                                                                         |           | Andrzej Domański            | PO     |
| Ministre de l'Industrie                                                                       |           | Marzena Czarnecka           | Ind.   |
| Ministre de la Santé                                                                          |           | Izabela Leszczyna           | PO     |
| Ministre du Développement et de la Technologie                                                |           | Krzysztof Hetman            | PSL    |
| Ministre de l'Agriculture et du Développement rural                                           |           | Czesław Siekierski          | PSL    |
| Ministre des Fonds et de la Politique régionaux                                               |           | Katarzyna Pełczyńska-Nałęcz | Ind.   |
| Ministre des Infrastructures                                                                  |           | Dariusz Klimczak            | PSL    |
| Ministre de la Famille, du Travail et de la Politique sociale                                 |           | Agnieszka Dziemianowicz-Bąk | NL     |
| Ministre de la Science                                                                        |           | Dariusz Wieczorek           | NL     |
| Ministre des Sports et du Tourisme                                                            |           | Sławomir Nitras             | PO     |
| Ministre sans portefeuille Coordinateur des services spéciaux                                 |           | Tomasz Siemoniak            | PO     |
| Ministre sans portefeuille Déléguée à l'Égalité                                               |           | Katarzyna Kotula            | NL     |
| Ministre sans portefeuille Déléguée aux Personnes âgées                                       |           | Marzena Okła-Drewnowicz     | PO     |
| Ministre sans portefeuille Déléguée à la Société civile Présidente du Comité d'intérêt public |           | Agnieszka Buczyńska         | PL2050 |
| Ministre sans portefeuille Délégué aux Affaires européennes                                   |           | Adam Szłapka                | .N     |
| Ministre sans portefeuille Directeur de la chancellerie du président du Conseil des ministres |           | Jan Grabiec                 | PO     |
| Ministre sans portefeuille                                                                    |           | Maciej Berek                | Ind.   |

### Remaniement du 13 mai 2024
- Par rapport à la composition précédente, les nouveaux ministres sont indiqués en gras, ceux ayant changé d'attributions sont indiqués en italique.

| Poste                                                                                                 | Titulaire | Titulaire                                                  | Parti  |
| --- | --------- | ---------------------------------------------------------- | ------ |
| Président du Conseil des ministres                                                                    |           | Donald Tusk                                                | PO     |
| Vice-président du Conseil des ministres Ministre de la Défense nationale                              |           | Władysław Kosiniak-Kamysz                                  | PSL    |
| Vice-président du Conseil des ministres Ministre de la Numérisation                                   |           | Krzysztof Gawkowski                                        | NL     |
| Ministre de la Justice Procureur général                                                              |           | Adam Bodnar                                                | Ind.   |
| Ministre du Patrimoine de l'État                                                                      |           | Jakub Jaworowski                                           | Ind.   |
| Ministre des Affaires étrangères                                                                      |           | Radosław Sikorski                                          | PO     |
| Ministre de l'Éducation                                                                               |           | Barbara Nowacka                                            | iPL    |
| Ministre de l'Intérieur et de l'Administration Coordinateur des services spéciaux                     |           | Tomasz Siemoniak                                           | PO     |
| Ministre du Climat et de l'Environnement                                                              |           | Paulina Hennig-Kloska                                      | PL2050 |
| Ministre de la Culture et du Patrimoine national                                                      |           | Hanna Wróblewska                                           | Ind.   |
| Ministre des Finances                                                                                 |           | Andrzej Domański                                           | PO     |
| Ministre de l'Industrie                                                                               |           | Marzena Czarnecka                                          | Ind.   |
| Ministre de la Santé                                                                                  |           | Izabela Leszczyna                                          | PO     |
| Ministre du Développement et de la Technologie                                                        |           | Krzysztof Paszyk                                           | PSL    |
| Ministre de l'Agriculture et du Développement rural                                                   |           | Czesław Siekierski                                         | PSL    |
| Ministre des Fonds et de la Politique régionaux                                                       |           | Katarzyna Pełczyńska-Nałęcz                                | Ind.   |
| Ministre des Infrastructures                                                                          |           | Dariusz Klimczak                                           | PSL    |
| Ministre de la Famille, du Travail et de la Politique sociale                                         |           | Agnieszka Dziemianowicz-Bąk                                | NL     |
| Ministre de la Science Ministre de la Science et de l'Enseignement supérieur (à partir du 17/01/2025) |           | Dariusz Wieczorek (jusqu'au 17/01/2025) Marcin Kulasek     | NL     |
| Ministre des Sports et du Tourisme                                                                    |           | Sławomir Nitras                                            | PO     |
| Ministre sans portefeuille Déléguée à l'Égalité                                                       |           | Katarzyna Kotula                                           | NL     |
| Ministre sans portefeuille Déléguée aux Personnes âgées                                               |           | Marzena Okła-Drewnowicz                                    | PO     |
| Ministre sans portefeuille Déléguée à la Société civile Présidente du Comité d'intérêt public         |           | Agnieszka Buczyńska (jusqu'au 16/10/2024) Adriana Porowska | PL2050 |
| Ministre sans portefeuille Délégué aux Affaires européennes                                           |           | Adam Szłapka                                               | .N     |
| Ministre sans portefeuille Directeur de la chancellerie du président du Conseil des ministres         |           | Jan Grabiec                                                | PO     |
| Ministre sans portefeuille                                                                            |           | Maciej Berek                                               | Ind.   |

### Remaniement du 24 juillet 2025
- Par rapport à la composition précédente, les nouveaux ministres sont indiqués en gras, ceux ayant changé d'attributions sont indiqués en italique.

| Poste                                                                                         | Titulaire | Titulaire                   | Parti  |
| --------------------------------------------------------------------------------------------- | --------- | --------------------------- | ------ |
| Président du Conseil des ministres                                                            |           | Donald Tusk                 | PO     |
| Vice-président du Conseil des ministres Ministre de la Défense nationale                      |           | Władysław Kosiniak-Kamysz   | PSL    |
| Vice-président du Conseil des ministres Ministre de la Numérisation                           |           | Krzysztof Gawkowski         | NL     |
| Vice-président du Conseil des ministres Ministre des Affaires étrangères                      |           | Radosław Sikorski           | PO     |
| Ministre de la Justice Procureur général                                                      |           | Waldemar Żurek              | Ind.   |
| Ministre du Patrimoine de l'État                                                              |           | Wojciech Balczun            | Ind.   |
| Ministre de l'Éducation                                                                       |           | Barbara Nowacka             | iPL    |
| Ministre de l'Intérieur et de l'Administration                                                |           | Marcin Kierwiński           | PO     |
| Ministre du Climat et de l'Environnement                                                      |           | Paulina Hennig-Kloska       | PL2050 |
| Ministre de la Culture et du Patrimoine national                                              |           | Marta Cienkowska            | Ind.   |
| Ministre des Finances et de l'Économie                                                        |           | Andrzej Domański            | PO     |
| Ministre de la Santé                                                                          |           | Jolanta Sobierańska-Grenda  | PO     |
| Ministre de l'Énergie                                                                         |           | Miłosz Motyka               | PSL    |
| Ministre de l'Agriculture et du Développement rural                                           |           | Stefan Krajewski            | PSL    |
| Ministre des Fonds et de la Politique régionaux                                               |           | Katarzyna Pełczyńska-Nałęcz | Ind.   |
| Ministre des Infrastructures                                                                  |           | Dariusz Klimczak            | PSL    |
| Ministre de la Famille, du Travail et de la Politique sociale                                 |           | Agnieszka Dziemianowicz-Bąk | NL     |
| Ministre de la Science et de l'Enseignement supérieur                                         |           | Marcin Kulasek              | NL     |
| Ministre des Sports et du Tourisme                                                            |           | Jakub Rutnicki              | PO     |
| Ministre sans portefeuille Directeur de la chancellerie du président du Conseil des ministres |           | Jan Grabiec                 | PO     |
| Ministre sans portefeuille Délégué à l'Application du programme gouvernemental                |           | Maciej Berek                | Ind.   |
| Ministre sans portefeuille Coordinateur des services spéciaux                                 |           | Tomasz Siemoniak            | PO     |